# Massapequa

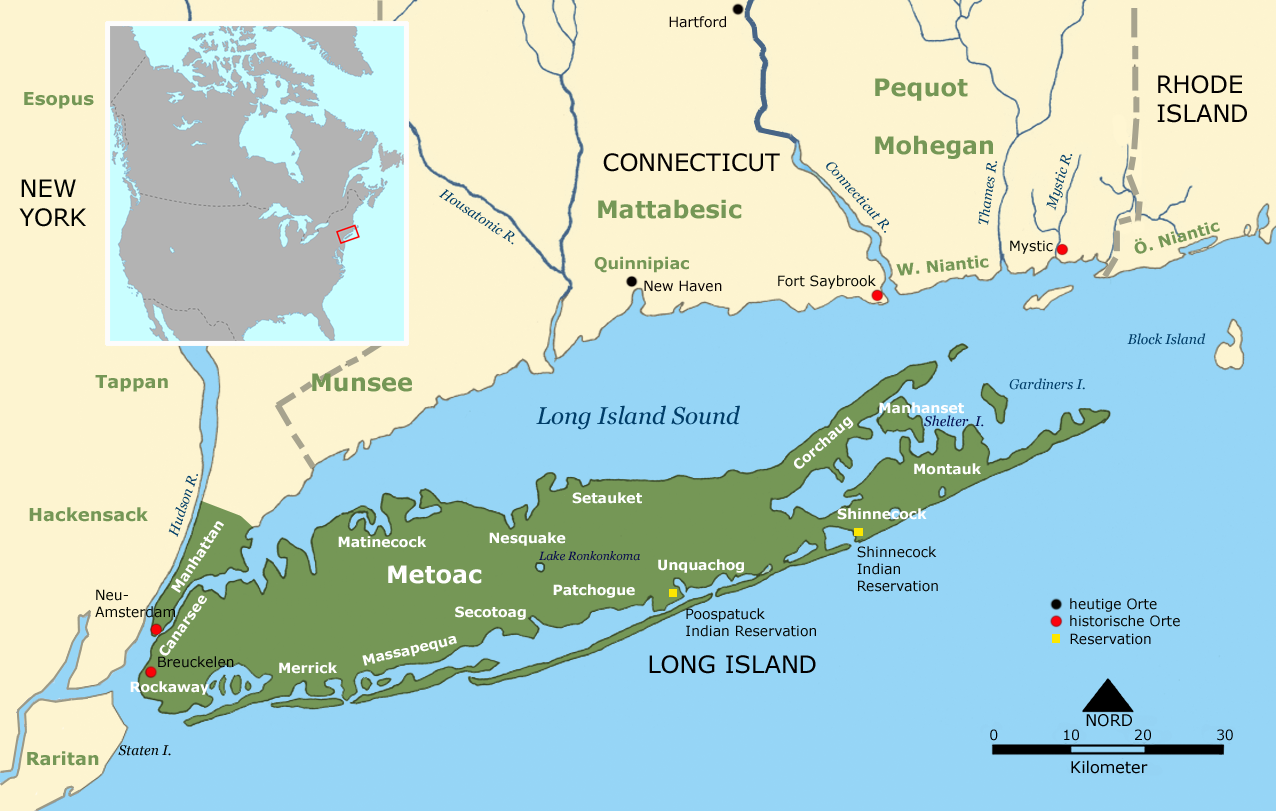
Wohngebiet der Massapequa und benachbarter Stämme auf Long Island (um 1600)

Die Massapequa waren einer von 14 Algonkin sprechenden Indianerstämmen auf Long Island im US-Bundesstaat New York und lebten zu Beginn des 17. Jahrhunderts im südwestlichen Teil Long Islands im heutigen Stadtgebiet von New York City. Ihre Ethnie gilt als erloschen, da die letzten Überlebenden im 18. Jahrhundert zu benachbarten Stämmen zogen und sich mit ihnen vermischten.

## Wohngebiet und Name
Ihr Wohngebiet erstreckte sich an der südwestlichen Küste Long Islands, etwa dort, wo sich heute die Ortsteile Massapequa und Massapequa Park an der South Oyster Bay befinden. Das ebene Land, vormals mit Gras bestanden, von zwei Flussläufen durchschnitten und mit einer Vielzahl von Teichen bedeckt, hieß bei den frühen Siedlern The Meadows (dt.: Die Wiesen) und wurde vom Massapequa-Sachem Tackapousha und seinem jüngeren Bruder Chopeyconnaws im Jahre 1658 an englische Siedler verkauft. Die Kaufurkunde ist heute im Rathaus von Oyster Bay zu besichtigen. Aus dem Schriftstück ist zu entnehmen, dass der Kaufpreis aus vier Kesseln, zwei Gewehren, drei Mänteln, zwei Gallonen Branntwein, zwei Schwertern, vier Paar Schuhen, vier Paar Socken, acht Pfund Schießpulver und acht Pfund Kugeln bestand.
Massapequa hieß auch das Hauptdorf des gleichnamigen Stammes und ist die englische Version des Algonkin-Namens Marsapeague, der großes Wasserland bedeutet, ein Bezug auf das reichlich vorhandene Süßwasser. Weitere englische Schreibweisen des Namens sind Masepeage und Marsapege, während der Stamm bei den Holländern Marossepinck, Maropinc, Marsepain oder Marsepingh hieß.

## Sprache
Es ist noch unbewiesen, ob auch die Massapequa zu den Munsee-Sprechern gehörten. Auf Long Island ist es besonders schwierig, zwischen Dorfnamen und größeren lokalen Gruppen zu unterscheiden. Deutlich ist jedoch eine scharfe linguistische und politische Trennung zwischen westlichen und östlichen Long-Island-Indianern und es gibt viele archäologische Fundstätten auf beiden Seiten der Insel. Doch die ostwärtige Strömung der Population im 17. Jahrhundert macht es schwierig, die ethnische Grenzen der Ureinwohner genau zu bestimmen. Es ist zum Beispiel durchaus möglich, dass die Massapequa und Matinecock überhaupt keine Munsee-Sprecher waren, sondern Quiripi-Unquachog sprachen.

## Kultur
Obwohl es von den Indianern selbst keine Aufzeichnungen über ihre Sitten und Gebräuche im 17. und 18. Jahrhundert gibt, sind Berichte von zeitgenössischen Beobachtern erhalten. Als Samson Occom, ein Mohegan aus Connecticut, in den 1760er Jahren nach East Hampton kam, um den Montaukett das Christentum zu predigen, beschrieb er zum Beispiel, dass die Kinder keinen Namen bekamen, bevor sie nicht die frühe Kindheit überlebt hatten. Es gab eine Namensgebungs-Zeremonie, bei der getanzt, gefeiert und Geschenke ausgetauscht wurden. Zur Verkündung des Namens bestanden zwei Möglichkeiten, entweder wurde der Name von Familienmitgliedern bei Entgegennahme der Geschenke dreimal laut gerufen oder man bat einige ältere Leute, den Namen nachzusprechen. Der Name des Kindes konnte im Laufe seines Lebens mehrmals wechseln. Es war übliche Praxis, dass jemand einen neuen Namen aufgrund eines speziellen Traumes oder ungewöhnlicher persönlicher Erlebnisse und Fähigkeiten bekam.

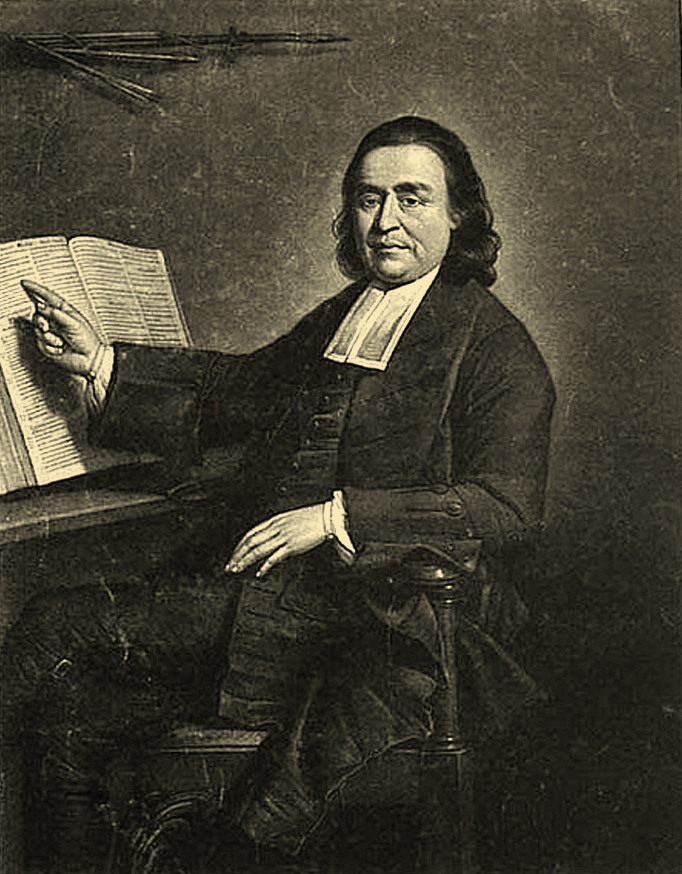
Samson Occom, Mohegan Missionar, gemalt von Mason Chamberlin (1766)

Die Kinder lernten geschlechtsbezogene Aufgaben und Verhalten durch Nachahmen und Anleitung. Sie behandelten alte Leute und ihre Eltern respektvoll; andererseits waren Kinder sehr erwünscht und bekamen viel Zuwendung und Liebe. Es gab Riten und Zeremonien, wenn Jugendliche in die Pubertät kamen. Jungen schickte man allein in den Wald, um zu jagen und Herausforderungen zu bestehen. Wenn Mädchen das erste Mal menstruierten, zogen sie sich in eine besondere Hütte bis nach dem zweiten Ereignis zurück. In dieser Zeit legten sie sich eine Decke über den Kopf und vermieden die Berührung ihres Haares, das zuvor kurz geschnitten worden war. Sie durften keine Nahrungsmittel und Gefäße berühren, aßen mit einem Stab und tranken aus der Hand. Ähnliche Praktiken begleiteten auch die späteren Menstruationen.
Die Hochzeitsfeier war ein besonderes Ereignis bei den Massapequa. Der Vater eines jungen Mannes schickte den Eltern der voraussichtlichen Braut Geschenke in Form von Wampum und Wildbret. Wenn sie den zukünftigen Schwiegersohn akzeptierten, nahmen sie die Geschenke an. Nach etwa einem Jahr Verlobungszeit wurde ein großes Hochzeitsfest von beiden Familien für Verwandte und Freunde ausgerichtet. Wenn Erwachsene heirateten, wurde die Hochzeit nur in kleinem Kreis gefeiert. Manchmal verzichtete man ganz auf eine Zeremonie, wenn sich die beiden Partner zum gemeinsamen Leben entschlossen. In diesem Fall kam die Frau in den Wigwam des Mannes und sie hatten ein gemeinsames Mahl. Die Ehe galt keinesfalls für immer, Samuel Occom berichtete von häufigen Scheidungen.
Ausgrabungen in indianischen Friedhöfen auf Long Island geben Zeugnis über Beerdigungsriten. In einigen Fällen fand man Grabbeigaben, so persönliche Gegenstände des Toten, getötete Hunde, kupferne Schüsseln, Glasperlen und Pfeifen. Der Hund sollte den Toten in das nächste Leben führen.
Es gab auch viele Riten, um Krankheiten zu heilen. Ein Kräuterheilkundiger im Dorf hatte die Aufgabe, Arzneien aus verschiedenen Pflanzen herzustellen. Es gab Arzneien gegen fast alle Leiden und Schwitzhütten hatten eine besonders wichtige Aufgabe beim Kurieren von Krankheiten. Die Schwitzhütten bestanden aus einem Gerüst oben zusammengebundener Stangen, das mit Gras und Lehm bedeckt wurde. Der Lehm hatte die Funktion, die Wärme im Innenraum zu speichern, die durch erhitzte Steine in der Mitte erzeugt wurde. Auf die heißen Steine goss man Wasser und verstärkte die Wirkung noch durch den Verzehr bestimmter Pflanzen.
Es gab viele Rituale, die sich um die Astronomie und Astrologie drehten. Die Ureinwohner des westlichen Long Islands waren ausgezeichnete Beobachter des Sternenhimmels, denn sie glaubten, Sterne seien Lebewesen. Die Konstellation der Sterne in den verschiedenen Jahreszeiten lieferte wichtige Hinweise für die Ernte. Auch die Mondphasen wurden genau beobachtet und von speziellen Himmelsbeobachtern des Stammes kamen Signale, wann man mit der Jagd, dem Fischfang, der Saat und der Ernte beginnen sollte.
Ein ungelöstes Rätsel für Historiker sind die von Archäologen entdeckten gravierten Steintafeln, die an verschiedenen Ausgrabungsstätten Long Islands gefunden wurden. Eine bei Glen Cove aufgespürte Tafel ist auf beiden Seiten mit Linien und anderen Markierungen bedeckt. Eine andere Tafel aus der Kollektion der East Hampton Library of Long Island besteht aus Schiefer und weist Kerben rundum an den Kanten und beiderseits eine gekreuzte Schraffur auf sowie ein Rechteck auf der einen und einen Kreis auf der anderen Seite.

## Geschichte
Im Sommer lebten die Massapequa gewöhnlich in der Nähe der South Oyster Bay und bestellten dort ihre Felder. Zu Beginn des Winters zogen sie weiter ins Landesinnere und bewohnten dort befestigte Dörfer. Die Holländer nannten diese Siedlungen Forts nach ihren ersten Kontakten mit den Massapequa. Es gab zwei mit Fort Neck bezeichnete Hauptforts in der Gegend, die heute Harbour Green heißt. Das eine Fort wurde vom Wasser der Bay überflutet, das andere wurde von Bauarbeitern eingeebnet, als man Harbour Green erbaute. Nur ein Fort der Massapequa blieb als Erinnerung und Baudenkmal an die Kultur der Massapequa erhalten. Die Überreste wurden Mitte der 1930er Jahre in der Nähe wiederentdeckt und Archäologen und Historiker strömten dorthin, um eines der letzten indianische Forts im Original zu besichtigen.
In dieser Gegend fand das einzige bekannte Gefecht zwischen Ureinwohnern und Europäern auf Long Island statt. Manche Historiker haben im vorigen Jahrhundert das Datum und den Schauplatz dieses Ereignisses angezweifelt, während andere kategorisch erklärten, das Gefecht habe überhaupt nicht stattgefunden. Die ältesten Berichte über das Gefecht datieren aus dem frühen 19. Jahrhundert, also 150 Jahre nach dem tatsächlichen Geschehen, das unter dem Namen The Battle of Fort Neck (dt.: Die Schlacht von Fort Neck) bekannt wurde und sich angeblich 1644 ereignete.
Die Niederländische Westindien-Kompanie schickte 1639 Generaldirektor Willem Kieft nach Nieuw Nederland, um für Ordnung in der Kolonie zu sorgen. Im Jahr 1643 brach der Wappinger-Krieg zwischen Indianern und niederländischen Kolonisten aus. Ende 1643 wurde die Lage für die Holländer kritisch. Willem Kieft bot deshalb den englischen Kolonisten in Connecticut 25.000 Gulden an, wenn sie ihm helfen würden, den indianischen Aufstand niederzuschlagen. Captain John Underhill, mitverantwortlich für das Mystic-Massaker im Pequot-Krieg, stellte daraufhin eine Söldnertruppe von 120 Freiwilligen auf, bestehend aus Mohegan-Kundschaftern und Connecticut-Kolonisten, und griff zu Beginn des Jahres 1644 in die Kämpfe ein.
Willem Kieft, verantwortlich für eine Anzahl von Gewalttaten an den Ureinwohnern Long Islands, schränkte die Jagd- und Fischereirechte der Indianer ein. Zudem waren die Massapequa, die ein anderes Verständnis von Landbesitz hatten als die Europäer, über den Verlust von Stammesland aufgebracht und begannen damit, die Ernte der benachbarten Kolonisten zu vernichten und deren Vieh und Pferde wegzutreiben. Schließlich wurden zwei oder drei Siedler getötet.
Im Sommer 1644 zog die Truppe von Captain Underhill an die South Oyster Bay. Die Massapequa in Fort Neck waren alarmiert, schickten ihre Frauen und Kinder auf eine kleine Insel namens Squaw Island in Sicherheit und erwarteten den Angriff. Die Befestigungen des Forts darf man nicht mit denen der europäischen Festungen vergleichen, sondern die Indianer nutzten eher natürliche Gegebenheiten. Das Fort lag auf einer Erhebung im flachen Land und man konnte von dort die Massapequa Meadows überblicken. Die Indianer hatten etwa 3 Fuß (91,5 cm) tiefe und 6 Fuß (183 cm) breite Gräben rund um die Erhebung gegraben. Hölzerne Pfähle waren in den Boden getrieben worden und zusätzlich hatte man wilden Weißdorn in einer Zickzack-Formation gepflanzt. Für Indianer war es nahezu unmöglich, diese Hindernisse bei einem Überfall zu überwinden, doch für die Truppe von John Underhill stellten sie kein Problem dar.
In der Morgendämmerung erstürmten Underhills 120 Mann das Fort und metzelten etwa die gleiche Anzahl an Massapequa nieder. Underhill wollte ein Exempel statuieren um möglichen weiteren Aufständen der Indianer vorzubeugen. Seine Leute stapelten deshalb die Leichen der Massapequa-Krieger auf einer benachbarten Hügelkuppe.
Dieses Ereignis gilt als das erste und einzige Gefecht, das zwischen Ureinwohnern und Indianern Long Islands stattgefunden hat. Einige Massapequa überlebten noch ein paar Jahrzehnte, doch ihr weiteres Schicksal ist unbekannt. Im Jahr 1935 fanden John Fox und William Claude of Seaford die Skelette von 24 Indianern in einem flachen Grab in der Nähe von Fort Neck. Der Fund erregte große Aufmerksamkeit und der Historiker Birdsall Jackson stellte fest, dies seien Überreste der Massapequa, die von Captain Underhills Söldnern getötet wurden. Am Standort von Fort Neck befindet sich heute ein Park an der Stelle, wo sich Fairford Road und Cedar Shore Drive kreuzen.